# Lukas Rupp
Lukas Rupp (Heidelberg, 8 gennaio 1991) è un calciatore tedesco, centrocampista dell'Hessen Kassel.

## Carriera
Cresce calcisticamente nel Karlsruhe, giocandoci per ben 6 anni (giovanili comprese). Nel 2011, ormai professionista, passa al Borussia Mönchengladbach, dove rimane fino al 2014, con una breve esperienza nel mezzo in prestito al Paderborn nel 2012. Nel maggio 2014 ritorna proprio in questa squadra, che, nel frattempo, è stata promossa in Bundesliga, firmando un contratto biennale. Il 24 giugno 2015 passa allo Stoccarda., mentre, l’anno seguente, passa, a titolo definitivo, all’Hoffenheim.

## Palmarès

### Club

#### Competizioni nazionali
- Campionato inglese di seconda divisione: 1

Norwich City: 2020-2021